# Сариарка (Бухар-Жирауський район)
Сариа́рка (каз. Сарыарқа) — село у складі Бухар-Жирауського району Карагандинської області Казахстану. Входить до складу Уштобинського сільського округу.
Населення — 716 осіб (2021; 789 у 2009, 603 у 1999, 880 у 1989).
Національний склад станом на 1989 рік:
- казахи — 53 %;
- німці — 30 %.

До 2018 року село називалось Зарічне.